# عدلي المولد
عدلي المولد (القرن 20 - 11 مايو 1994) هو منتج وكاتب سينمائي مصري.

## مسيرته
ظهر في ستينيات القرن 20 واستمر لأكثر من عشر سنوات في كتابة قصص الأفلام والسيناريو والحوار، وأيضا الإنتاج لتصبح حصيلة أعماله السينمائية 29 عملاً بين التأليف والإنتاج.
التقى المولد بالشابة نجلاء فتحي عام 1966 وهي في عمر الخامسة عشرة، وعرض عليها العمل بالسينما ولأن عبد الحليم حافظ كان صديق لأسرتها فحرصت نجلاء فتحي في هذا الوقت على استشارته وشجعها بالفعل على خوض التجربة، فشاركت في أول أفلامها «الأصدقاء الثلاثة» الذي كتب له القصة والسيناريو المولد.

## وفاته
رحل عدلي المولد عن عالمنا في 11 مايو 1994.

## أعماله
- فيلم «صوت الحب» عام 1973 للمخرج حلمي رفلة (كتابة القصة والسيناريو والحوار)[9]

- فيلم «شياطين البحر» عام 1972 للمخرج حسام الدين مصطفى (كتابة القصة والسيناريو والحوار)[10]

- فيلم «التلميذة والأستاذ» عام 1968 للمخرج أحمد ضياء الدين (كتابة القصة والسيناريو والحوار)[11][12]

- فيلم «شاطئ المرح» عام 1967 للمخرج حسام الدين مصطفى (كتابة القصة والسيناريو والحوار)[13][14]

- فيلم «فتاة شاذة» عام 1964 للمخرج أحمد ضياء الدين (كتابة القصة)[15][16]

- فيلم «القصر الملعون» عام 1962 للمخرج حسن رضا (تأليف المولد)[17][18]

## وصلات خارجية
- عدلي المولد على موقع الدهليز
- عدلي المولد على موقع قاعدة بيانات الأفلام العربية